# Journal d'un vampire en pyjama
Journal d'un vampire en pyjama est le sixième livre de Mathias Malzieu, sorti le 27 janvier 2016. Il s’agit d’un récit dans lequel l’auteur évoque les étapes de sa lutte contre une maladie rare du sang, détectée en novembre 2013, jusqu’à sa guérison survenue à la suite d'une greffe de moelle osseuse en octobre 2014.

## Présentation
Ce livre est un journal intime que Mathias Malzieu a tenu pour raconter son combat contre la maladie, une aplasie médullaire détectée en novembre 2013. Le lendemain de la sortie au cinéma de son film Jack et la Mécanique du cœur, il est hospitalisé et effectue un premier séjour de six semaines en chambre stérile, au cours duquel il commence à écrire tous les jours, sans savoir ce qu'il fera de ses écrits. Des séjours réguliers à l’hôpital lui sont par la suite imposés par la nécessité d’une transfusion sanguine hebdomadaire, qui lui inspirent l’expression de « vampire en pyjama ».
Mathias Malzieu reconnaît que l’écriture d'un journal a été un élément important de sa thérapie : « La création m’a aidé à tenir et à m’en sortir ». Autour de lui, outre le personnel médical, plusieurs personnages accompagnent sa guérison : son père et sa sœur (avec lesquels il entretient des liens forts), son amoureuse du nom de Rosy, et aussi une certaine Dame Oclès, incarnation de la fatalité et de la mort qui le guettent…
C’est finalement une greffe de moelle osseuse (grâce à du sang de cordon ombilical congelé) qui lui permet de se tirer d’affaire en octobre 2014. Il éprouve alors un véritable sentiment de « renaissance » et rend à travers ce livre un hommage appuyé à tous les soignants qui ont contribué à sa guérison. Dans le dernier chapitre, il écrit notamment : « Me faire sauver la vie est l’aventure la plus extraordinaire que j’aie jamais vécue ».

## Analyse et commentaire
Ce journal tente de restituer la réalité des événements qui ont jalonné, pendant une année entière, le parcours de soins de Mathias Malzieu, de sa première hospitalisation à sa guérison complète. L'auteur concède cependant avoir eu besoin de colorer cette réalité pour mieux la supporter. « Vivre uniquement dans l'imagination, aurait été faire preuve de déni, et courir le risque d'être rattrapé par la réalité. Mais ne vivre que dans la réalité était insupportable ».
Malgré la gravité du sujet, Mathias Malzieu parvient ainsi à conserver une certaine légèreté à la tonalité de son récit. Il revendique son engagement poétique et se reconnaît dans une trinité créatrice faite d’humour, d’amour et de poésie. On retrouve notamment dans le livre une référence régulière à Walt Whitman.
Pour Augustin Trapenard, ce journal d’un survivant est aussi le « triomphe de la pulsion de vie ».

## Prolongement
Comme pour le roman La mécanique du cœur, le livre est suivi de la sortie d'un album du groupe de rock Dionysos (dont Mathias Malzieu est le chanteur), album intitulé simplement Vampire en pyjama, paru le 29 janvier 2016. Écrits au cours de la même période, l'auteur reconnaît que « le livre et le disque se sont répondus ». 

## Distinction
Le 17 mars 2016, Mathias Malzieu a reçu le prix France Télévision Essai 2016, décerné par un jury de téléspectateurs, pour Journal d'un vampire en pyjama.